# Pavol Poljak
Pavol Poljak (16. prosince 1911, Malá Čausa – 13. února 1983, Bratislava) byl slovenský fotograf a publicista, představitel české a slovenské fotografie od meziválečného období do 80. let 20. století.

## Život
Fotografii se věnoval profesionálně jako komerční reportér, fotograf ve Vojenském zeměpisném ústavu, ve státním filmu nebo zdravotnictví, ale zejména jako amatér toulající se ulicemi Bratislavy zachycující tvář města v proměnách světla a stínu. Nechával se strhávat jeho panoramatem, zátiším mnoha uliček se siluetou hradních ruin a třpytící se stuhou Dunaje.
Jako málokdo jiný objevil rozličnou tvář města v zimě, večer při západech slunce. Podobný princip – redukci podrobností bohatým využitím stínu a nedostatku světla, kontrast tmavých a jasných partií doprovází i jeho krajinářské práce. A ani ty nejsou popisné. Více než o tváři země mluví o její náladě, o jejím vzrušení, o jejím duchu. Duchu napětí a zápasu, reprezentovaným soubojem světla a stínu na obraze, tíhou dešťových mračen a oslnivě jasných kousků čistého nebe, slunečních paprsků prodírajících se touto masou a odrážejících se v kalužích vody nebo lesku hladkých vozovek.
V této skutečnosti si mnohokrát hledá své místo samotný člověk vyvolávající ozvěnu v myšlenkovém i citovém světě.

## Výstavy
- 1964 V. Internationale Ausstellung bildmässiger Photographie, V. Mezinárodní výstava ilustrační fotografie, Linec
- 1967 Je jich 215 000. Jak žijí? Výstava fotografií Pavla Poljaka – Ze života Cikánů, Bratislava

## Galerie

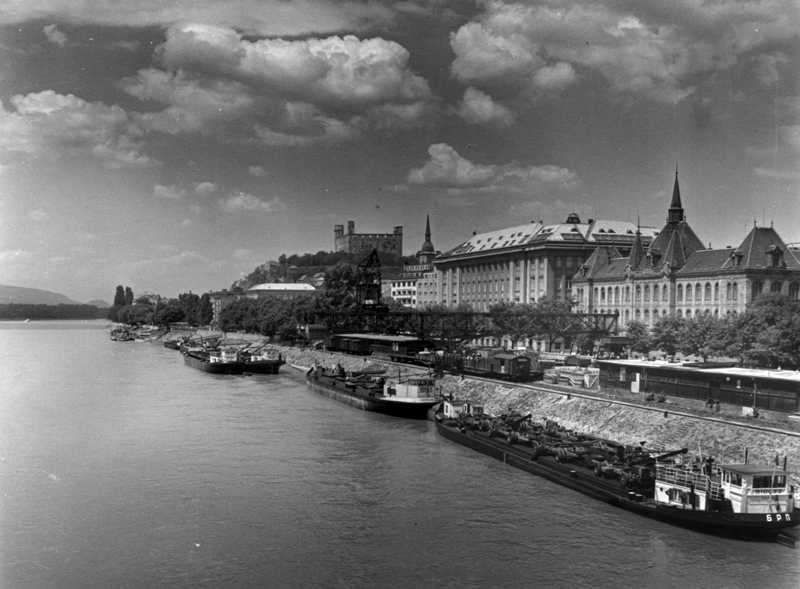
Nábřeží s pohledem na ruinu hradu
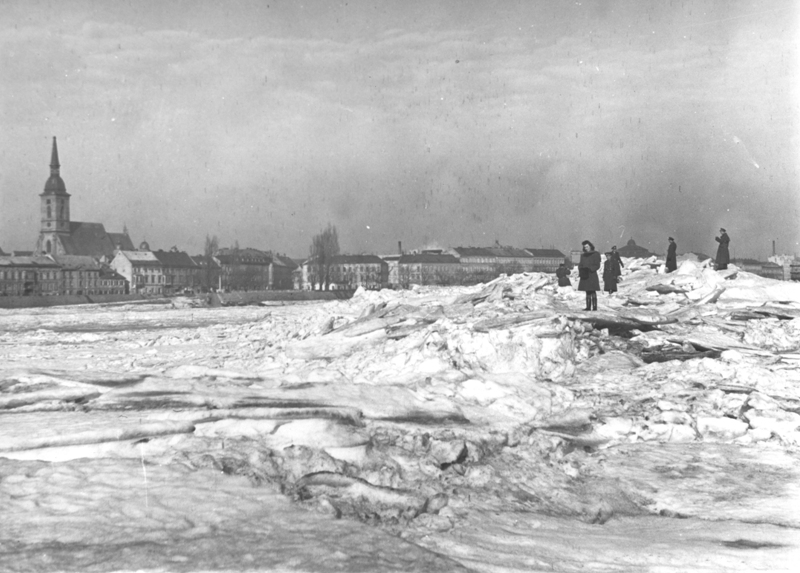
Ledy na Dunaji
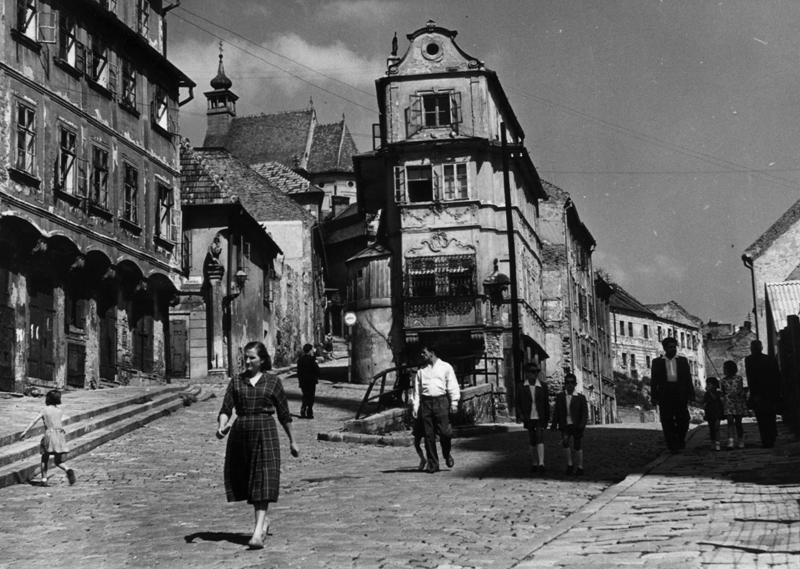
Duch doby, 1930
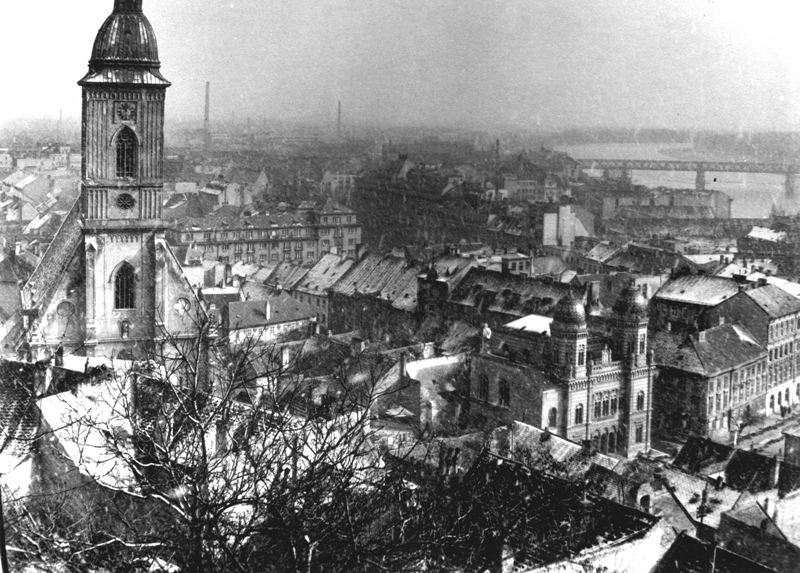
Pohledy, 1960
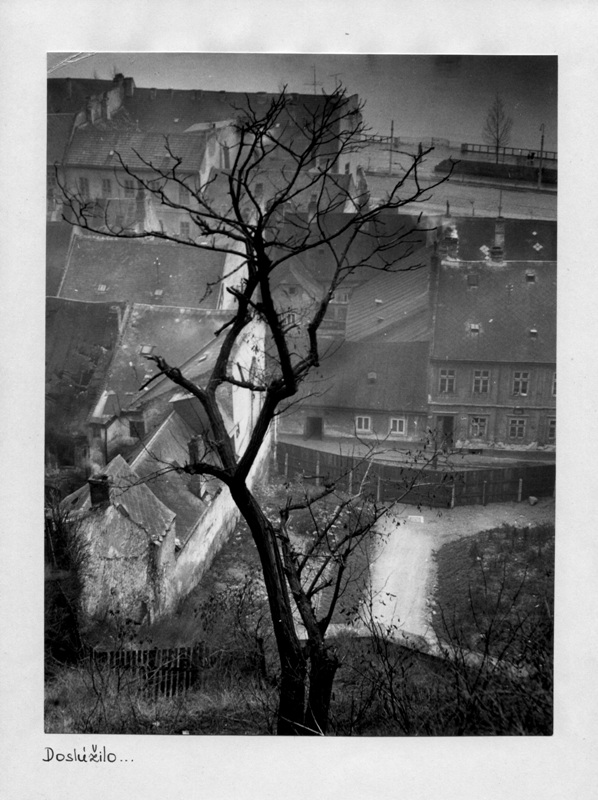
Dosloužilo..., 1960
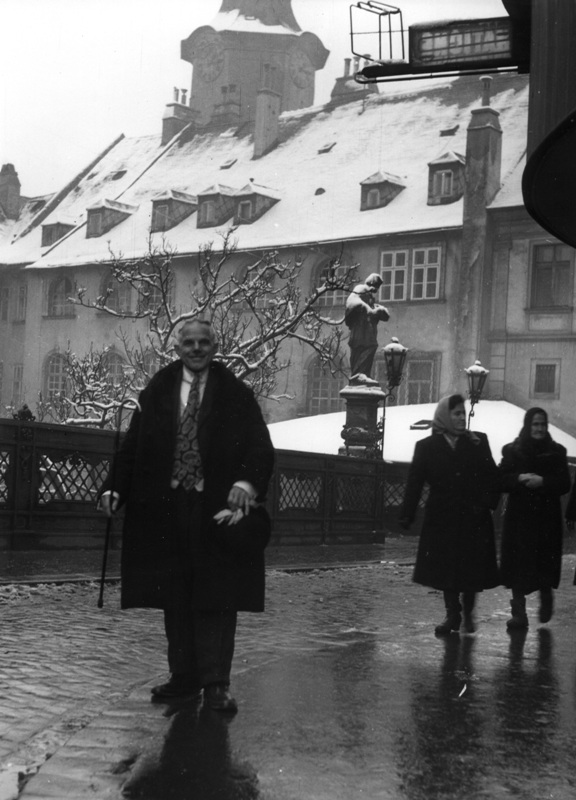
Schöner Náci, 1960
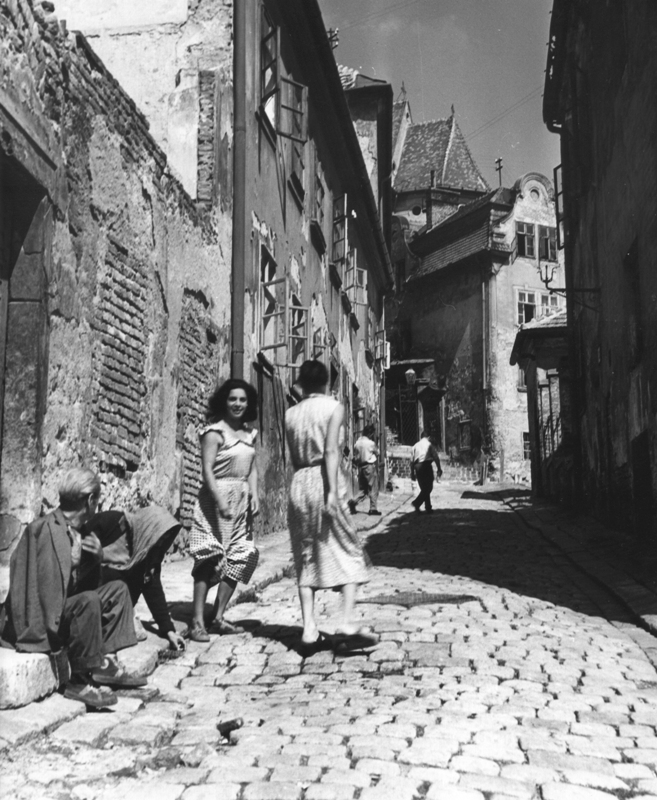
Cigáni, 1960
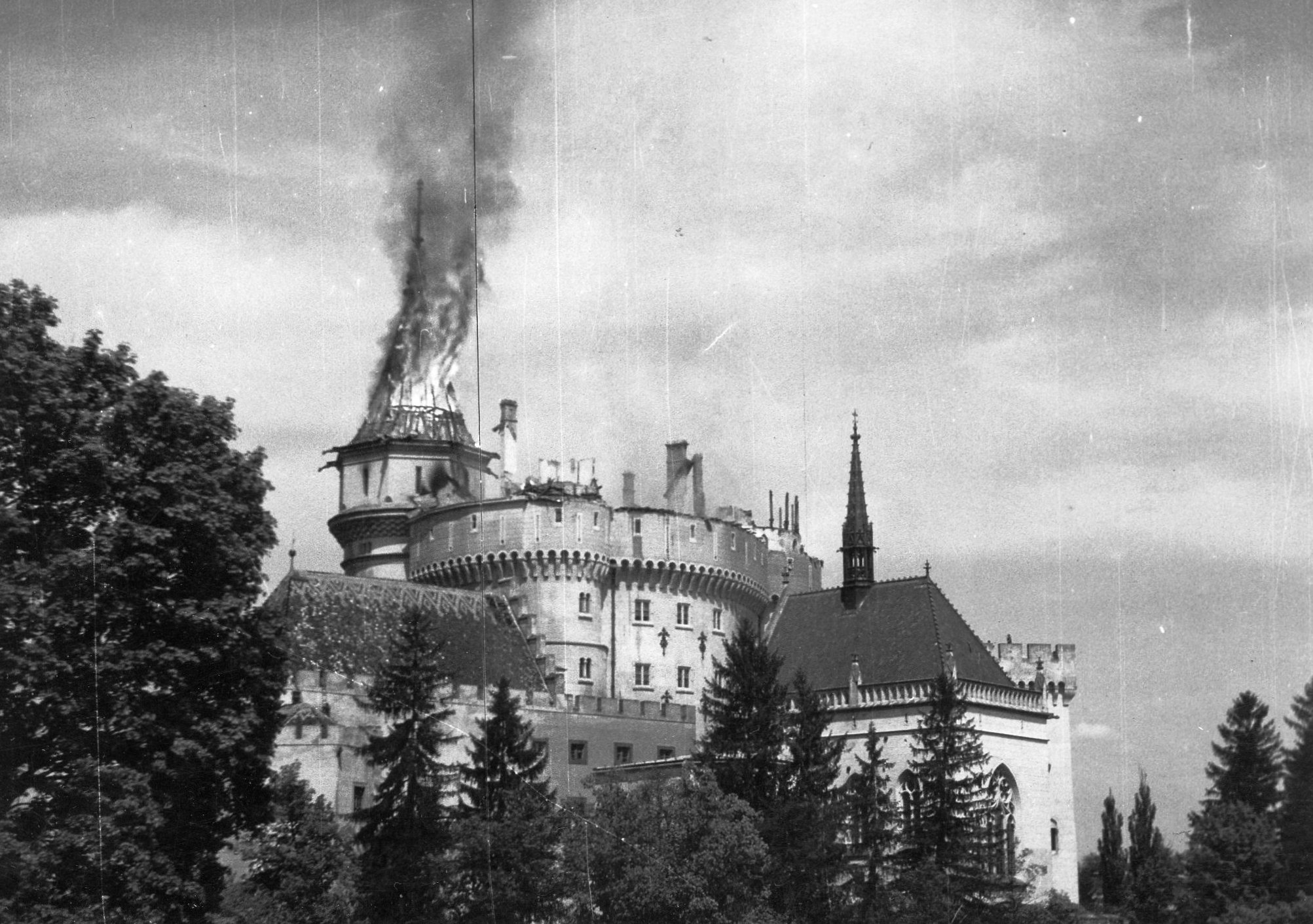
Ničivý požár v Bojnicích, 1950
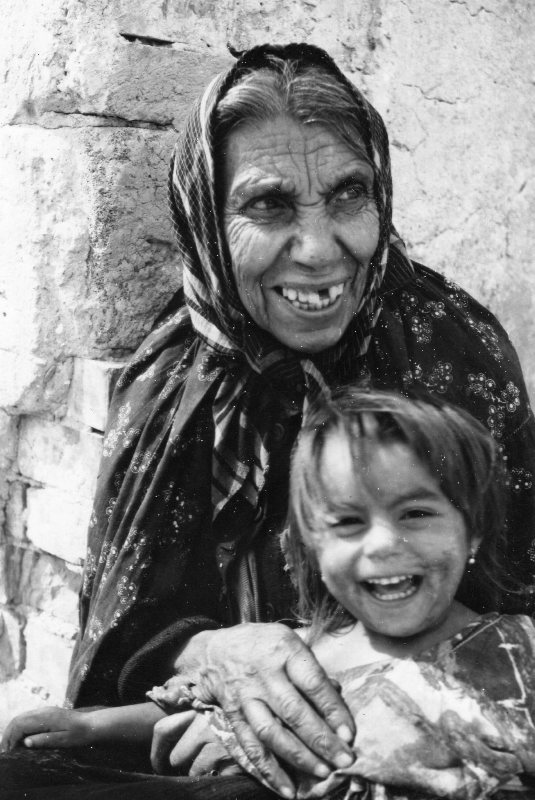
Dva úsměvy